# Elimkerk ('s-Gravenpolder)

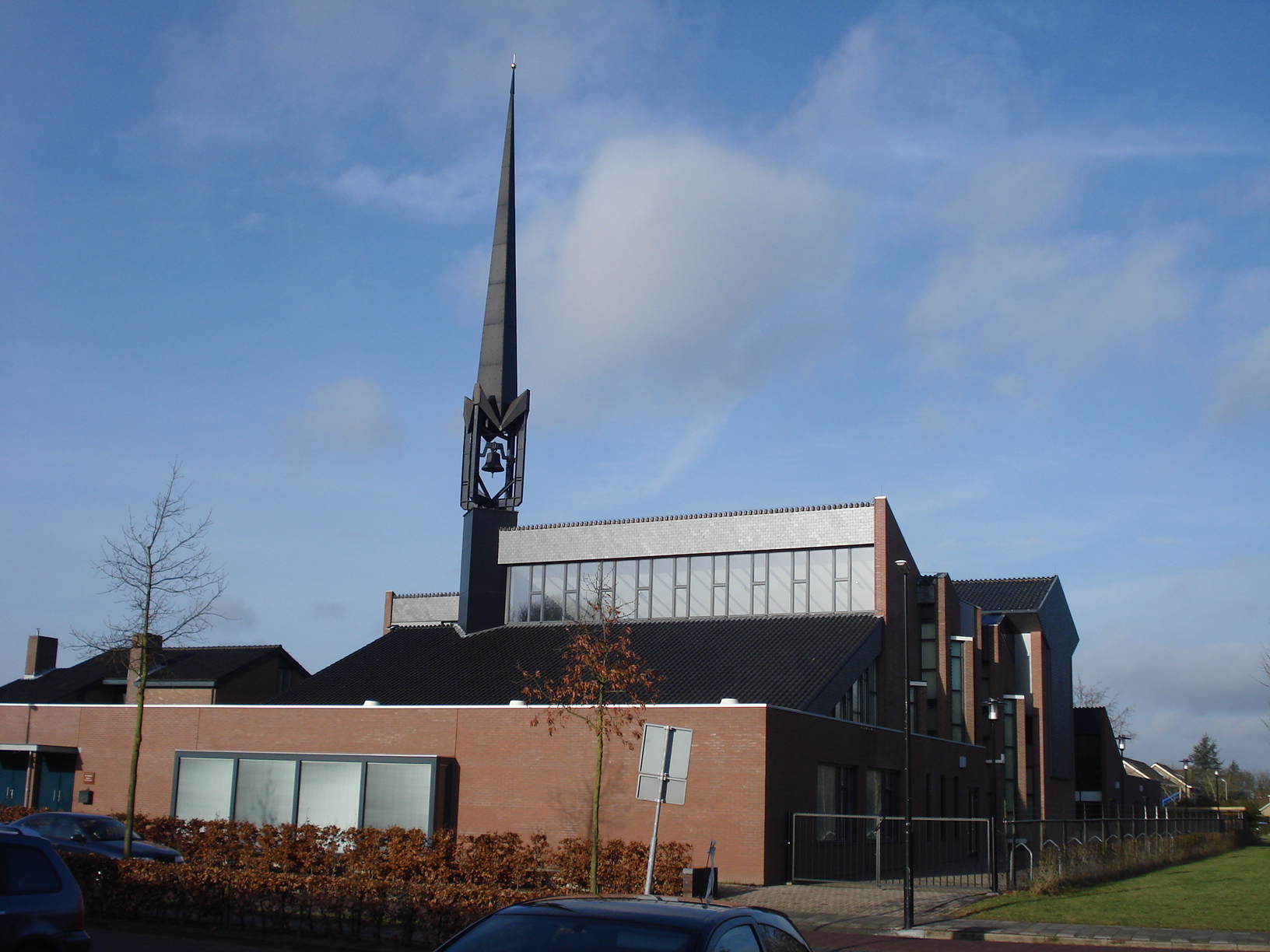
De Elimkerk

De Elimkerk is een kerkgebouw van de Gereformeerde Gemeenten aan de Langeweg in 's-Gravenpolder in de Nederlandse provincie Zeeland. De kerk is in 1977 gebouwd naar een ontwerp van architect J. Fierloos. De bakstenen zaalkerk heeft 1.524 zitplaatsen en behoort daarmee tot de grotere kerken van Nederland, gemeten naar het aantal zitplaatsen. De kerk wordt bekroond met hoge spitse toren van circa 35 meter.

## Geschiedenis
In mei 1924 is de Gereformeerde Gemeente van 's-Gravenpolder geïnstitueerd. Op 19 september 1924 werd een eigen kerkje in gebruik genomen, de Elimkerk aan de Langeweg. Op 11 september 1976 is de eerste steen gelegd voor een nieuwe en grotere kerk. Deze kerk telde 700 zitplaatsen. In 1990 is deze kerk uitgebreid met een galerij, waardoor er 400 zitplaatsen bij kwamen.
In de zomer van 2005 is begonnen met een grotere uitbreiding. Dit bleek nodig omdat het kerkgebouw weer te klein was geworden. De kerkdiensten zijn tijdelijk gehouden in een loods aan de Spoorstraat. De kerkzaal is met 400 zitplaatsen uitgebreid en het aantal nevenruimten wordt van vier naar zes gebracht. De uitgebreide kerk is 24 november 2006 in gebruik genomen.

## Kerkdiensten
De diensten staan in de bevindelijk Gereformeerde traditie, waarbij de verkondiging van het Woord centraal staat. De gemeente zingt de psalmen in de berijming uit 1773. De Gereformeerde Gemeenten van 's-Gravenpolder telt circa 2.000 leden.

## Het orgel
Door de uitbreidingen van het kerkgebouw was het ook nodig om het Fama & Raadgever-orgel uit 1979 uit te breiden, om de zang van het grotere aantal kerkgangers te kunnen begeleiden.
Onder advies van de orgelbouw-adviescommissie van de Gereformeerde Gemeenten werd dit werk gerealiseerd door de firma A. Nijsse&Zn. Tijdens de verbouwing van de kerk is het orgel verplaatst naar het midden van het kerkgebouw. De kas werd uitgebreid met een pedaaltoren, de kas van het hoofdwerk werd verdiept en de rugwerkkas werd nieuw gemaakt om meer hoogte en diepte te krijgen. De hoofdwerklade en een pedaallade werden nieuw gemaakt. Op 22 juni 2007 is het uitgebreide orgel in gebruik genomen. Dit is qua grootte het 29e orgel van Nederland.